# Єрофієвка
Єрофі́євка (каз. Ерофей) — село у складі Аккольського району Акмолинської області Казахстану. Входить до складу Урюпінського сільського округу.
Населення — 106 осіб (2021; 167 у 2009, 433 у 1999, 559 у 1989).
Національний склад станом на 1989 рік:
- казахи — 34 %
- росіяни — 23 %
- німці — 23 %.